# Cyril William Sibley

Stolperstein vom 27. März 2009

Cyril William Sibley (* 10. Oktober 1923 in Merthyr Tydfil, Wales, Großbritannien; † 21. Februar 1945 in Dirmstein) war Soldat der Royal Air Force mit dem Dienstgrad Sergeant. Kurz vor dem Ende des Zweiten Weltkrieges überlebte er als Besatzungsmitglied den Abschuss seines Flugzeuges über der nördlichen Vorderpfalz (im heutigen Bundesland Rheinland-Pfalz), wurde jedoch anschließend Opfer eines sogenannten Fliegermordes durch einen Funktionär der NSDAP.
Während des Zweiten Weltkriegs gab es – teilweise gefördert durch entsprechende Befehle – hunderte solcher Fliegermorde; mehr als 150 Deutsche wurden dafür nach dem Krieg verurteilt und hingerichtet.
Seit 2009 liegt in der Ortsmitte von Dirmstein neben dem Alten Rathaus ein Stolperstein für Sibley (⊙).

## Der Fall Sibley

### Abschuss

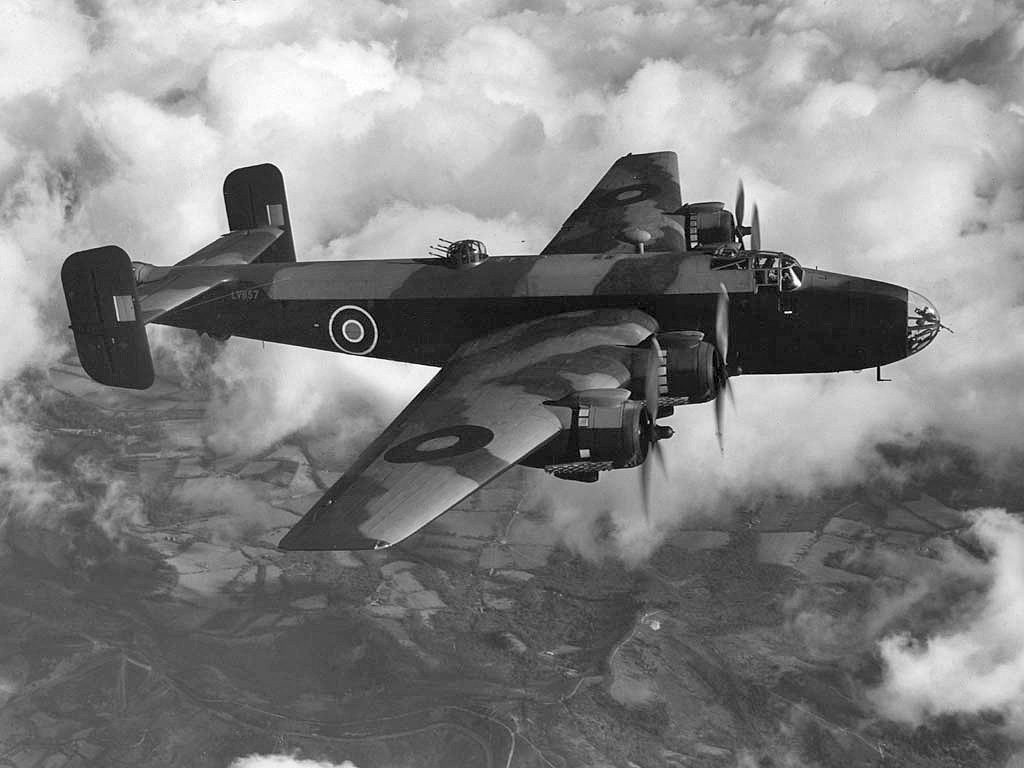
Bomber des Typs „Halifax“

Am 21. Februar 1945 starteten 349 viermotorige britische Bomber der Typen „Halifax“ und „Lancaster“ vom Stützpunkt Lissett in der Grafschaft Yorkshire an der englischen Nordostküste zu einem Großangriff auf die rheinhessische Stadt Worms am Oberrhein. Kurz vor dem Ziel wurde der Verband etwa um 20:30 Uhr von einem deutschen Nachtjagdgeschwader angegriffen. Dabei wurden 21 britische Maschinen abgeschossen, die anderen konnten weiterfliegen und ihre Bomben abwerfen.
Eine getroffene „Halifax“ mit der Nummer MZ 351, deren Besatzung aus sieben Männern bestand, kam zehn Kilometer vor Worms südlich der rheinhessischen Bezirksgrenze in der Pfalz nieder. Bei dem Absturz auf der Gemarkung von Dirmstein – westlich der Wohnbebauung, heutige Weinlage Mandelpfad – starb der Pilot Alan Charles Widdowson. Die sechs übrigen Besatzungsmitglieder konnten sich mit dem Fallschirm retten. Fünf von ihnen, die auf freiem Feld landeten, gerieten in Gefangenschaft und überlebten die letzten Kriegstage. Es waren Navigator Terence Dillon, Funker Michael Edward Jordan, Bombenschütze John McFarlane Scott, ferner Frederick J. Fox und Francis Leslie Charles Mewis.

### Mord
Der sechste Überlebende, der 21-jährige Heckschütze Cyril William Sibley mit der Dienstnummer 1898606, seit 1943 verheiratet mit Florence S. J. Rogers, ging im nördlichen Bereich des Dirmsteiner Wohngebiets unweit des Friedhofs – Friedhofstr. 18 (⊙) – nieder, wo er sich mit seinem Fallschirm in einer Baumkrone im Garten von Maria Gassner verfing. Nachdem diese Frau die verletzte Hand Sibleys versorgt hatte, erschien wenig später der Ortsgruppenleiter Adolf Wolfert, den ein Angehöriger des Volkssturms, der Bataillonskommandant Georg Hartleb (* 12. Mai 1893 in Dirmstein; † 11. Oktober 1946 in Hameln), begleitete. Unter Drohungen und mit Waffengewalt wurde Sibley aus dem Hause Gassner geholt und zum örtlichen Gendarmerieposten nebenan gebracht. Dort stieß noch ein weiterer Volkssturmangehöriger, der Adjutant Heinrich Kreß, ein Lehrer aus Grünstadt, zu der Gruppe.

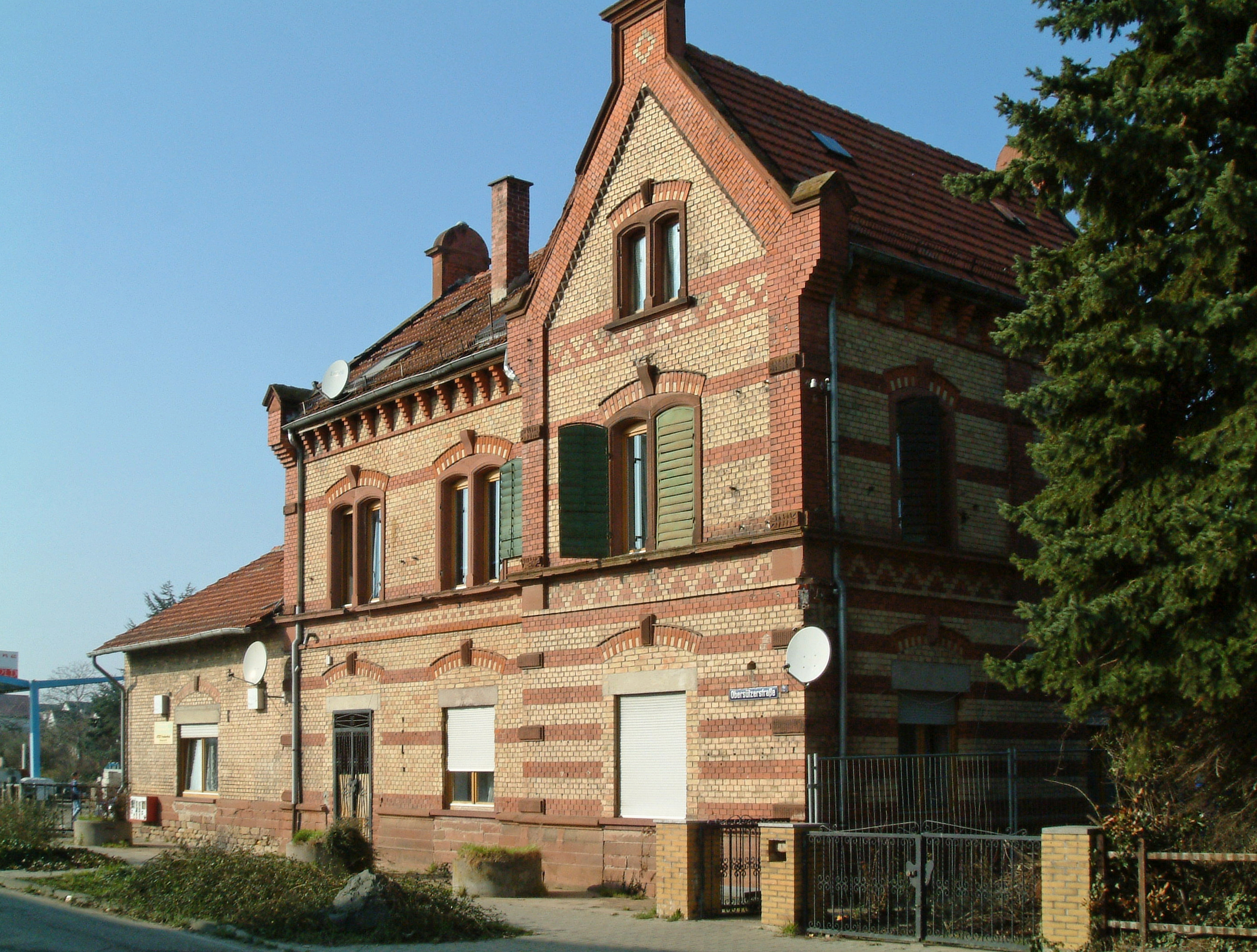
Bahnhof Dirmstein

Ein Zeitzeuge, der damals 15-jährige Arthur Maurer, als Heimatforscher im Jahr 1996 Initiator des Kulturvereins St. Michael Dirmstein und seit 2004 dessen Ehrenvorsitzender, schilderte den Vorfall so:

„Zusammen mit meinem Freund Hans Landin war ich als Erster bei dem englischen Flugzeug, das etwas außerhalb von Dirmstein in der Weinlage Am Mandelpfad abgestürzt war. Wir fanden den toten Piloten, der neben dem Wrack auf dem Rücken lag und aus Mund, Nase und Ohren blutete. Sein Fallschirm hatte sich mit einem der Motoren verheddert. Nachdem wir alles inspiziert hatten, begaben wir uns in den Ort zum Gendarmerieposten, um das Auffinden der Leiche zu melden. Dort wurde gerade ein weiteres Mitglied der Flugzeugbesatzung vorgeführt. Wir hörten, dass beschlossen wurde, den Gefangenen in das eine Fußstunde entfernte Grünstadt zu bringen. Der Gefangene und seine drei Bewacher, die uns zu verscheuchen versuchten, machten sich auf den Weg durch die Friedhof- und die Obersülzer Straße. Ich folgte mit anderen Jugendlichen in einiger Entfernung. Plötzlich wichen die drei Bewaffneten mit ihrem Gefangenen nach rechts von der Obersülzer Straße ab und verschwanden in Richtung Offstein hinter einem Betriebsgebäude (⊙) der 1939 stillgelegten Lokalbahn, wo heute die Offsteiner Straße mündet. Nach wenigen Augenblicken hörten wir mehrere Schüsse…“

Wie nach Kriegsende bei den Ermittlungen der Alliierten festgestellt wurde, schoss Adolf Wolfert dem Gefangenen in Kopf und Brust, Georg Hartleb jagte dem am Boden Liegenden und vermutlich bereits Toten noch eine Pistolenkugel in den Kopf; Heinrich Kreß beteiligte sich nicht an dem Mord. Dass insgesamt drei Schüsse zu hören waren, bezeugte noch in der gleichen Nacht der Dirmsteiner Otto Hanewald gegenüber seiner Familie.
Der Erschossene wurde am Nachmittag des 22. Februar 1945 am Rande des Dirmsteiner Friedhofs in einem Massengrab verscharrt, das für die sechs toten Insassen eines zweiten bei Dirmstein abgestürzten Bombers und den Piloten des ersten Flugzeugs ausgehoben worden war. Ein Holzkreuz trug die Aufschrift: „In diesem Grab ruhen acht abgeschossene englische Piloten.“ Diese Formulierung traf auf Sibley, der den Abschuss seines Flugzeugs ja überlebt hatte, allerdings nicht zu.

### Exhumierung und Umbettung

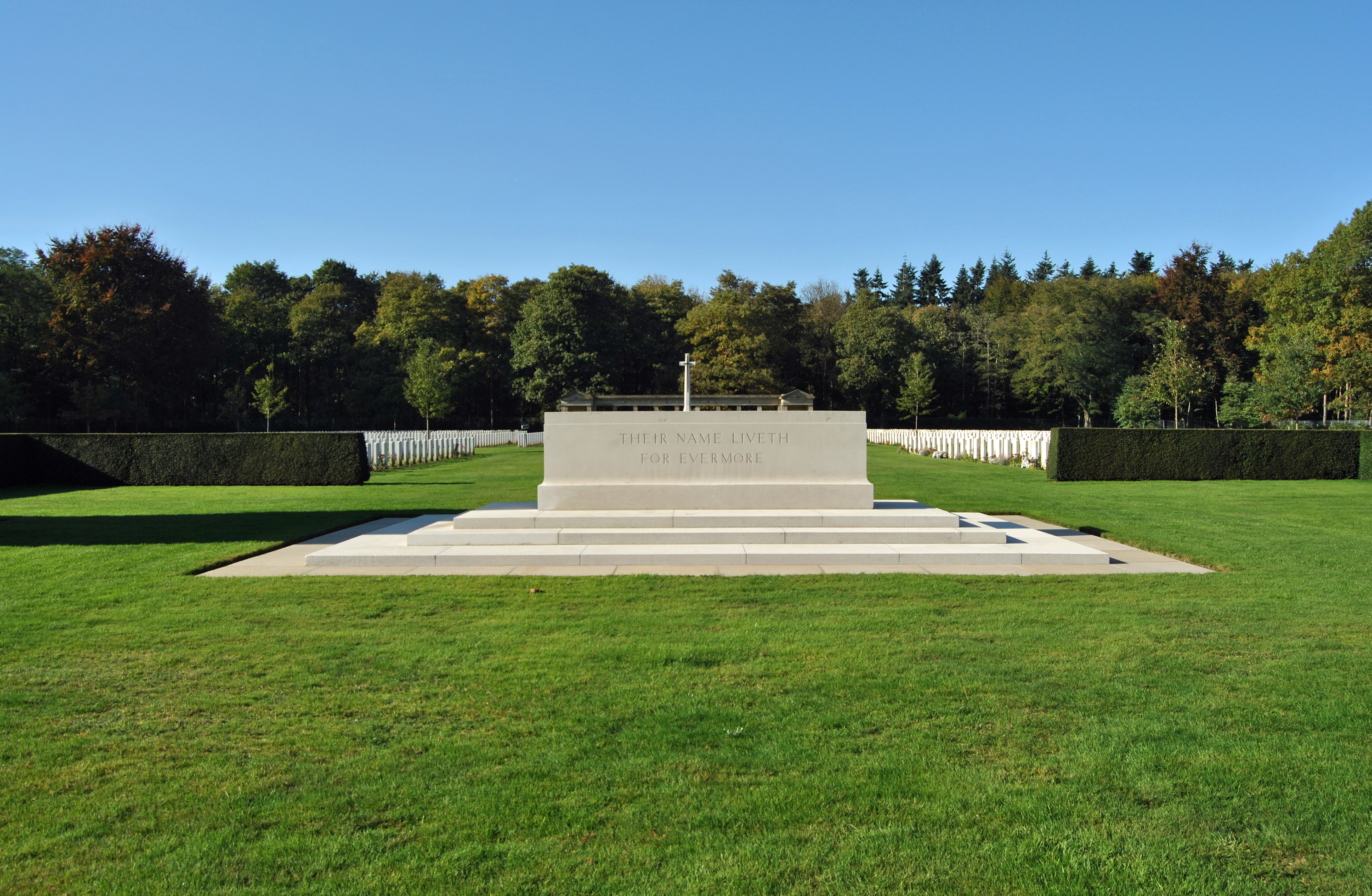
Soldatenfriedhof von Rheinberg

Eine amerikanische Untersuchungskommission stellte bei der Exhumierung der Leichen am 6. August 1945 fest, dass Sibley ohne Sarg zuoberst ins Grab gelegt worden war, und protokollierte die noch sichtbaren Verletzungen, die Schüsse in Kopf und Brust belegten. Unter den Männern, welche die Leichen auszugraben hatten, war auch der damals 18-jährige Erwin Folz, der die Feststellungen 2014, 69 Jahre später, bestätigte. Im April 1948 wurden die acht Getöteten auf den britischen Soldatenfriedhof von Rheinberg am Niederrhein umgebettet; Sibleys Grab trägt die Nummer 20.B.20.

### Gerichtsverfahren und Hinrichtung

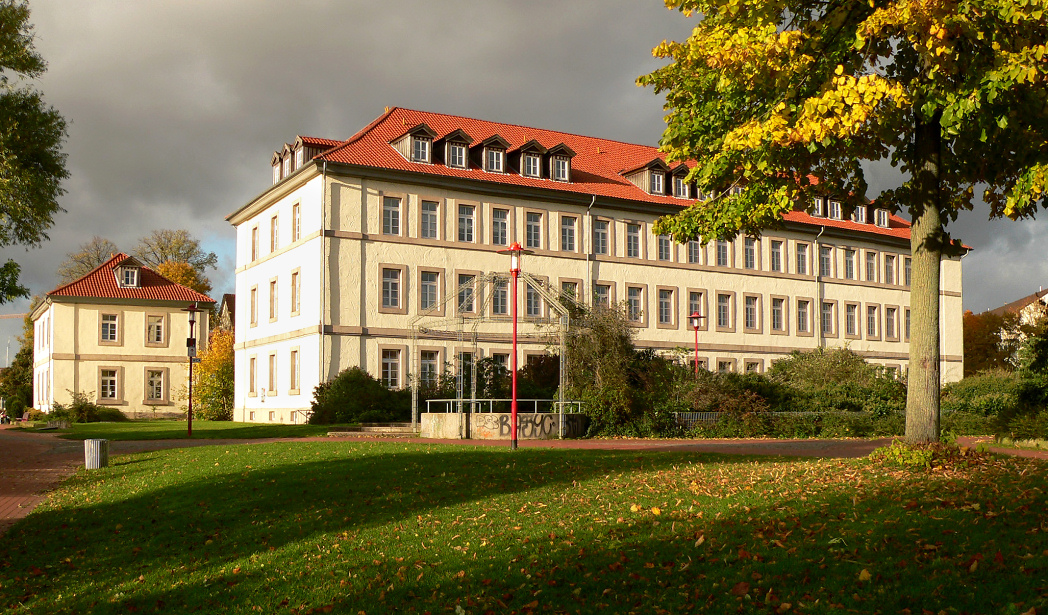
Gefängnis Hameln, Hinrichtungsstätte der beiden Mörder

Vom 13. bis 17. Mai 1946 standen die an Sibleys Tötung Beteiligten in Bad Lippspringe vor einem britischen Militärgericht. Adolf Wolfert verteidigte sich mit Befehlsnotstand; sein Vorgesetzter, der Frankenthaler NSDAP-Kreisleiter Hieronymus Merkle (1887–1970), habe schon früher die Anweisung erlassen, in seinem Zuständigkeitsbereich abgeschossene feindliche Flugzeugbesatzungen nicht zu Kriegsgefangenen zu machen. Georg Hartleb bestritt die Existenz einer derartigen Anweisung; zugleich gab er zu, in Wolferts Tötungsplan eingeweiht gewesen zu sein. Heinrich Kreß berief sich darauf, wegen seiner Schwerhörigkeit sei er völlig ahnungslos gewesen.
Die Aussage Wolferts vor Gericht wurde auf Englisch protokolliert:

“We took the airman behind the railway station. He did not say anything and we did not speak to him. Hartleb took him with his left hand, turned him around and held his revolver close to his face. I then took my revolver and shot the airman from a distance of about two meters, once in the head and once in the chest. The airman fell down, and Hartleb fired one more shot after he had fallen down.”

„Wir führten den Flieger hinter das Bahnhofsgebäude. Er sagte nichts, und auch wir redeten nicht mit ihm. Hartleb packte ihn mit der linken Hand, drehte ihn um und hielt ihm den Revolver dicht vors Gesicht. Da nahm ich meinen Revolver und schoss aus etwa zwei Metern auf den Flieger, einmal in den Kopf und einmal in die Brust. Der Flieger fiel zu Boden, und Hartleb feuerte noch einen Schuss ab, als er schon umgefallen war.“

Das Urteil für Wolfert und Hartleb lautete auf „Mord“, als Strafe wurde Tod durch den Strang ausgesprochen. Die Verurteilten legten Berufung ein, doch das Oberste Armeegericht in London bestätigte am 22. Juli 1946 die Entscheidung der Vorinstanz. Am 11. Oktober 1946 wurden die beiden Mörder im Gefängnis von Hameln hingerichtet und anschließend anonym bestattet. Kreß war in erster Instanz zu zehn Jahren Haft verurteilt, im Berufungsverfahren jedoch freigesprochen und im September 1946 aus der Haft entlassen worden.
In einem zweiten Gerichtsverfahren wurde der ehemalige Kreisleiter Merkle am 1. Juni 1948 von einem britischen Militärgericht in Hamburg freigesprochen.

### Aufarbeitung
Die literarische Darstellung dieser Bluttat wurde durch zwei gebürtige Dirmsteiner aufgearbeitet: im Jahr 1985 und 2008 durch den Schriftsteller Walter Landin und 2004 durch Isolde Stauder, die Tochter des im Abschnitt Mord erwähnten Ohrenzeugen Otto Hanewald. In der 2005 erschienenen Chronik des Dorfes wurden die Namen der Täter nur mit Initialen wiedergegeben. Über eine Hörfunksendung im Jahr 2001 gibt es ein Typoskript, eine Sendung von 2014 ist in der SWR2-Mediathek als Datei im PDF- und im MP3-Format verfügbar (→ Weblinks).
Während der Aktion „Dirmstein erinnert sich“ verlegte der Kölner Künstler Gunter Demnig am 27. März 2009 neben dem Alten Rathaus auch einen Stolperstein für Sibley. Die gleichzeitig veröffentlichte Dokumentation nennt die Namen der Dirmsteiner Opfer des Nationalsozialismus und – soweit bekannt – die Namen der Täter.